# Multiresistent tuberkulos
Multiresistent tuberkulos är en variant av den bakteriella infektionssjukdomen tuberkulos som är resistent mot de två mest effektiva tuberkulosläkemedel Isoniazid och Rifampicin. Internationellt används ofta begreppet multi-drug-resistant tuberculosis och därför förkortas sjukdomen med MDR-TB. Det finns dessutom ytterligare en form av tuberkulos som är resistent mot ännu fler läkemedel och som betecknas som ”extended multi-drug resistant tuberculosis” eller XDR-TB.
Resistens mot tuberkulosläkemedel kan även uppstå om mediciner inte ordineras eller intas på rätt sätt, till exempel när patienter inte avslutar en behandling mot vanlig tuberkulos. Resistenser kan också uppstå när patienter får fel typ av läkemedel, läkemedel av dålig kvalitet, fel dos eller inte behandlas tillräckligt länge. Precis som tuberkulos smittas den multiresistenta formen när en sjuk person hostar eller nyser genom små droppar i luften. Patienter som utvecklar multiresistent tuberkulos kan också direkt smitta andra människor.

## Epidemiologi
År 2012 insjuknade enligt Världshälsoorganisationens uppskattnings runt en halv miljon människor i multiresistent tuberkulos, men bara en fjärdedel av de insjuknade patienterna fick en officiell diagnos. Runt 170 000 personer beräknas ha avlidit i MDR-TB. Ungefär nio procent av patienterna med läkemedelresistent tuberkulos har den extremt resistenta formen XDR-TB. Andelen patienter med multiresistent tuberkulos av alla tuberkulospatienter är speciellt hög i Centralasien och Östeuropa. Länder där MDR-TB är vanligt är till exempel i Azerbajdzjan, Kazakstan, Kirgizistan, Uzbekistan, Tadzjikistan, Ryssland, Indien, Armenien, Moldavien och Estland. I 92 länder har minst ett fall av XDR-TB förekommit.
Sedan 2005 har antalet fall av multiresistent tuberkulos även ökat i Sverige.  År 2013 anmäldes 655 nya tuberkulosfall varav åtta fall av MDR-TB och två fall av XDR-TB.
Enligt Deutches Ärzteblatt har i Somalia  8,7% av nyinfekterade av TBC en MDR-TB och vid de som tidigare behandlats är andelen 47%.

## Diagnos och behandling
Behandlingen av multiresistent tuberkulos är ineffektiv, kostsam, långvarig och har många biverkningar. Under en behandling måste en patient få dagliga injektioner de första åtta månaderna och inta runt 15 000 tabletter under den ungefär två år långa behandlingen. Exempel på biverkningar av behandlingen är illamående, hallucinationer, depressioner, hörselskador och till och med dövhet.
Det finns effektiva metoder för att diagnosticera multiresistent tuberkulos på bara två timmar, men i många länder saknas fortfarande möjligheten att ställa säkra diagnoser. I nuläget är det framför allt svårt att ställa diagnoser på insjuknade barn som har svårt för att hosta upp slem för provtagning.
Utöver diagnostiken finns det flera problem som förhindrar att patienter får behandling mot MDR-TB. I många länder fattas det mediciner, utbildad personal, vårdinrättningar och behandlingsplaner för patienter med läkemedelresistent tuberkulos.